# BMW Alpina B3 Saloon (2019)
 (mai 2024).
La mise en forme du texte ne suit pas les recommandations de Wikipédia : il faut le « wikifier ».
Les points d'amélioration suivants sont les cas les plus fréquents. Le détail des points à revoir est peut-être précisé sur la page de discussion.
- Les titres sont pré-formatés par le logiciel. Ils ne sont ni en capitales, ni en gras.
- Le texte ne doit pas être écrit en capitales (les noms de famille non plus), ni en gras, ni en italique, ni en « petit »…
- Le gras n'est utilisé que pour surligner le titre de l'article dans l'introduction, une seule fois.
- L'italique est rarement utilisé : mots en langue étrangère, titres d'œuvres, noms de bateaux, etc.
- Les citations ne sont pas en italique mais en corps de texte normal. Elles sont entourées par des guillemets français : « et ».
- Les listes à puces sont à éviter, des paragraphes rédigés étant largement préférés. Les tableaux sont à réserver à la présentation de données structurées (résultats, etc.).
- Les appels de note de bas de page (petits chiffres en exposant, introduits par l'outil «  Source ») sont à placer entre la fin de phrase et le point final[comme ça].
- Les liens internes (vers d'autres articles de Wikipédia) sont à choisir avec parcimonie. Créez des liens vers des articles approfondissant le sujet. Les termes génériques sans rapport avec le sujet sont à éviter, ainsi que les répétitions de liens vers un même terme.
- Les liens externes sont à placer uniquement dans une section « Liens externes », à la fin de l'article. Ces liens sont à choisir avec parcimonie suivant les règles définies. Si un lien sert de source à l'article, son insertion dans le texte est à faire par les notes de bas de page.
- La présentation des références doit suivre les conventions bibliographiques. Il est recommandé d'utiliser les modèles {{Ouvrage}}, {{Chapitre}}, {{Article}}, {{Lien web}} et/ou {{Bibliographie}}. Le mode d'édition visuel peut mettre en forme automatiquement les références.
- Insérer une infobox (cadre d'informations à droite) n'est pas obligatoire pour parachever la mise en page.

Pour une aide détaillée, merci de consulter Aide:Wikification.
Si vous pensez que ces points ont été résolus, vous pouvez retirer ce bandeau et améliorer la mise en forme d'un autre article.
La BMW Alpina B3 Saloon (2019) est un modèle de berline familiale produit par le constructeur automobile allemand BMW sous sa division Alpina. Elle est équipée d'un moteur Bi-Turbo d'une cylindrée de 3,0 litres, développant une puissance de 495 ch et un couple de 730 Nm. Elle accélère de 0 à 100 km/h en 3,6 secondes, et sa vitesse maximale est de 305 km/h. Elle fonctionne à l'essence et émet 229 g/km de CO2 selon le cycle WLTP. Le coffre a une capacité de 480 litres.

## Spécifications techniques
Les spécifications techniques de la BMW Alpina B3 Saloon (2019) sont les suivantes:
- Catégorie: Berline familiale
- Carburant: Essence
- Plage de CO2: 229 g/km (WLTP)
- Puissance: 495 ch
- Dimension: 4,7 m
- Volume du coffre: 480 l[1],[2]
- Accélération: 0 à 100 km/h en 3,6 secondes
- Vitesse maximale: 305 km/h
- Couple: 730 Nm
- Consommation: 0 l / 100 km
- Nombre de portes: 4
- Places assises: 5[réf. à confirmer][3]